# Euphorbia seretii
Euphorbia seretii är en törelväxtart som beskrevs av De Wild.. Euphorbia seretii ingår i släktet törlar, och familjen törelväxter.

## Underarter
Arten delas in i följande underarter:
- E. s. seretii
- E. s. variantissima